# Ídol

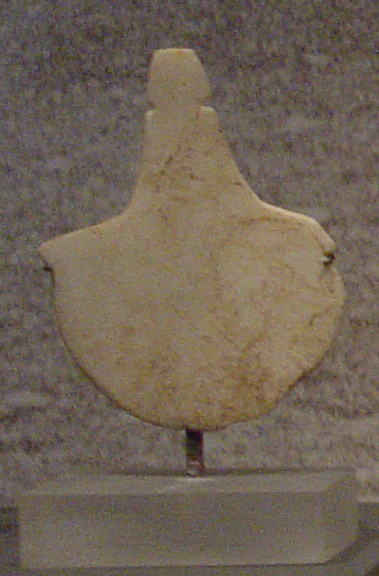
Ídol arcaic grec

Un ídol és una representació d'una divinitat que és objecte de culte. La paraula deriva del llatí idolum i aquest del grec eidolon amb el significat d'"imatge". La paraula grega eidolon conté l'arrel eido que reapareix en paraules com "idea" o icona. Icona també deriva del grec (eikón) que també significa "imatge" i s'ha fet servir històricament per designar imatges religioses cristianes sense les connotacions negatives que té pel cristianisme i altres religions la paraula «ídol».
En la pràctica de la religió una imatge de culte o imatges religioses adquireix un significat més ampli, ja que no necessàriament ha de representar una divinitat (per exemple (les imatges de Buda o dels sants cristians).
Les imatges de culte i els ídols han estat objecte de les obres d'art de la majoria de les civilitzacions i amb els materials més diversos des de fang, fusta (p. ex.: tòtems) a metalls preciosos. Per la cura amb què es guardaven aquests objectes, o pels edificis preeminents on es trobaven, moltes han arribat fins a nosaltres proporcionant una informació de gran interès sobre la forma de pensar de les civilitzacions antigues.
Les tres religions monoteistes abrahàmiques judaisme, cristianisme i islam refusen expressament en els seus textos sagrats l'adoració d'ídols o idolatria, ja que segons el seu punt de vista releguen la visió divina a l'estadi d'un objecte. Això ha fet que sovint la paraula ídol adquireixi un sentit d'imatge de déu però d'un déu fals. Per exemple l'ídol que representa el vedell d'or, déu cananeu, en contraposició al Déu d'Israel del que està prohibit fer-ne imatges.